# Шри Ланкан ерлајнс
Шри Ланкан ерлајнс (енгл. SriLankan Airlines) је национална и највећа шриланчанска авио-компанија са седиштем у Коломбу. Флота авио-компаније састоји од 14 авиона типа Ербас који лете до Азије, Европе и Блиског истока. Седиште авио-компаније је на аеродрому Бандаранаике у Коломбо.
Авио-компанија није члан ниједне алијансе, али је партнер са Емиратима који имају 43,6% акције авио-компаније.

## Историја
Шриланчанска Влада основала је Ер Ланка у јулу 1979. после банкрота Ер Сејлона 1978. године. Од Сингапур ерлајнса изнајмљена су два Боинга 707, а у децембру 1992. Ер Ланка је купила први Ербас A320. Године 1998. компанија је променила име у Шри Ланкан ерлајнс.

## Флота
| Тип            | Тотал | Седишта                   | Регистрације                           |
| -------------- | ----- | ------------------------- | -------------------------------------- |
| Ербас A320-200 | 5     | 144 (12/132)              | 4R-ABC, 4R-ABD, 4R-ABE, 4R-ABF         |
| Ербас A330-200 | 4     | 287 (12/275)              | 4R-ALA, 4R-ALB, 4R-ALC, 4R-ALD         |
| Ербас A340-300 | 3 2   | 314 (18/296) 313 (18/295) | 4R-ADA, 4R-ADB, 4R-ADC, 4R-ADE, 4R-ADF |

- Архивирано на веб-сајту  (29. април 2007)

## Несреће
- 3. мај 1986 - Погинуло је 14 путнике (од 128) када је бомба Тамилских тигрова експлодирала у авиону Локид Л-1011 (4R-ULD). Бомба је требало да експлодира током лета између Коломба и Малдива али је, будући да је лет каснио, експлодирала на аеродрому Коломбо.